# Olympische Geschichte Russlands
Die olympische Geschichte Russlands begann mit der Teilnahme von vier Athleten des Russischen Kaiserreichs an den zweiten Olympischen Spielen der Neuzeit 1900 in Paris. Während an den folgenden Spielen in St. Louis kein russisches Team antrat, waren 1908 in Athen 6 Athleten vertreten. Erstmals gewann das russische Team eine Gold- und zwei Silbermedaillen. Bei der V. Olympiade in Stockholm waren bereits 159 Sportler aus dem Russischen Reich vertreten, die zwei Silber- und drei Goldmedaillen gewannen.
Nachdem die 1916 in Berlin geplante VI. Olympiade während des Weltkrieges nicht stattfand und mit der Oktoberrevolution das Russische Reich seine Existenz zunächst beendete, wurde auch das Olympische Komitee aufgelöst. Erst 1952 nahmen russische Athleten als Teil der sowjetischen Mannschaft wieder an Olympischen Spielen teil (vgl. Olympische Geschichte der Sowjetunion). Bei den Sommer- und Winterspielen 1992 bildeten die russischen Athleten gemeinsam mit anderen ehemaligen Staaten der UdSSR ein Vereintes Team.
Die postsowjetische Olympiageschichte Russlands begann bei den Olympischen Winterspielen 1994 in Lillehammer (Norwegen), bei der Russland elf Gold-, acht Silber- und vier Bronzemedaillen gewann. 
Das Nationale Olympische Komitee ist das Olimpijski komitet Rossii, das 1911 gegründet worden war und 1912 in das Internationale Olympische Komitee aufgenommen wurde. Am 5. Dezember 2017 wurde das NOK Russlands vom IOC wegen „Staatsdoping“ suspendiert. Nur unbelastete russische Athleten durften an den Olympischen Winterspielen 2018 unter neutraler Flagge als Olympic Athletes from Russia an den Start gehen.
Russland trat an 16 Olympischen Spielen an, die in 13 verschiedenen Ländern ausgetragen wurden – jede Austragung seit 1994. 2429 russische Sportler (1414 Männer und 1015 Frauen) traten in 458 Bewerben in 48 Sportarten an.
Die jüngste Sportlerin war Anna Kurnikowa (15 Jahre, Olympische Sommerspiele 1996). Der erfolgreichste Sportler war Alexei Nemow mit zwölf gewonnenen Medaillen im Kunstturnen.

## Austragungen
Russland trug die Olympischen Winterspiele 2014 in Sotschi aus, einer Stadt in der Region Krasnodar (Südrussland) an der „Russischen Riviera“ am Schwarzen Meer.

## Medaillengewinner
| Olympische Medaillengewinner aus Russland |      |        |        |
| Bewerb                                    | Gold | Silber | Bronze |
| Olympische Sommerspiele                   | 149  | 123    | 155    |
| Olympische Winterspiele                   | 049  | 040    | 035    |
| Sommer-Paralympics                        | 132  | 121    | 121    |
| Winter-Paralympics                        | 095  | 095    | 066    |
| Olympische Jugendspiele                   | 057  | 045    | 038    |
| Gesamt                                    | 482  | 424    | 415    |

Russland gewann bei den Olympischen Sommerspielen 2004 mit 90 bzw. bei den Olympischen Winterspielen 2014 mit 33 die meisten Medaillen. Bei den Olympischen Sommerspielen 1996 und 2000 erreichte Russland den zweiten Rang sowie bei den Olympischen Winterspielen 1994 und 2014 den ersten Rang der teilnehmenden Nationen.
Gesamt nimmt Russland – gemessen an der Anzahl der Medaillen – bei Olympischen Sommerspielen den zehnten (inklusive Vorgängerstaaten den zweiten) Rang und bei Olympischen Winterspielen den neunten (inklusive Vorgängerstaaten den zweiten) Rang ein.

## Sonstiges
37 durch russische Sportler gewonnene Medaillen wurden wegen Doping aberkannt.